# Thecocoelurus daviesi
Thecocoelurus daviesi — вид дрібних тероподних динозаврів. Thecocoelurus відомий тільки з половини одного шийного хребця (9 см), якого виявив преподобний Вільям Дарвін Фокс на острові Вайт у Великій Британії у XIX-му столітті. Після смерті Фокса його колекція була придбана Британським музеєм природознавства.

## Назва
Родова назва Thecocoelurus є поєднанням назви двох родівThecospondylus і Coelurus, до яких різні дослідники почергово почергово відносили зразок. Видова назва daviesi дана на честь Вільяма Девіса, який був першим, хто помітив зразок і прийняв близьку спорідненість з Coelurus. 